# Nils Gobom
Nils Ernst Gobom, född 4 september 1889 i Garpenbergs socken, död 7 februari 1975 i Linköping, var en svensk biblioteksman.
Nils Gobom var son till brukskamreraren Ernst Magnus Oskar Gobom. Han avlade mogenhetsexamen i Falun 1908 och blev 1911 filosofie kandidat, 1912 filosofie magister och 1916 filosofie licentiat vid Uppsala universitet. 1923 blev han filosofie doktor där med den litteraturhistoriska avhandlingen Axel Gabriel Silverstolpe. Efter tjänstgöring som amanuens vid Uppsala universitetsbibliotek 1917–1919 och 1921–1922 fick Gobom 1923 i uppdrag att omorganisera Linköpings stiftsbibliotek till landsbibliotek och utnämndes 1926 till bibliotekarie vid det nybildade stifts- och landsbiblioteket där. 1918–1920 var han chefsassistent vid Hugo Gebers förlags AB i Stockholm. Gobom utgav uppsatser i litteraturhistoriska och bok- och bibliotekshistoriska ämnen samt bibliografier, såsom Svensk litteraturhistorisk bibliografi (1916, 1917 och 1920). Han var från 1934 utgivare av Linköpings stiftsbiblioteks handlingar. Ny serie. 1945 blev han ordförande i Sveriges allmänna biblioteksförening.